# Thao Suranari
Thao Suranari (thaï : ท้าวสุรนารี) née Mo, est née en 1771 à Nakhon Ratchasima dans le Royaume de Siam et morte en 1852. Elle a le titre royal de Khunying Mo, elle est aussi connue sous le nom de Lady Mo ou Ya Mo (ย่าโม, « Grand-mère Mo »).

## Biographie

### Jeunesse et vie de famille
Thao Suranari est originaire de Nakhon Ratchasima. Elle réside en face du principale temple de la ville, le Wat Phra Narai Maharat, situé au sud de la ville.
A 25 ans elle épouse Thongkham, du bureau des affaires politiques de la province puis secrétaire aux affaires politiques de la ville de Nakhon Ratchasima.

### Rébellion laotienne
En 1826, le roi Anouvong de Vientiane envahit le Siam, cherchant à obtenir une indépendance totale lors de la rébellion laotienne (en). Les forces d'Anouvong s'emparent de la ville de Nakhon Ratchasima par une ruse en l'absence du gouverneur. Les envahisseurs évacuent les habitants prisonniers avec l'intention de les réinstaller au Lan Xang.
On attribue à Lady Mo le mérite d'avoir sauvé son peuple en harcelant l'ennemi. Des récits variés la décrivent soit en train de saouler les soldats envahisseurs, soit en train de mener une rébellion des prisonniers sur le chemin du retour à Vientiane. La version généralement acceptée est que, lorsque les envahisseurs laotiens ordonnent aux femmes de cuisiner pour eux, Lady Mo leur demande des couteaux pour pouvoir préparer la nourriture ou des haches pour couper du bois pour la cuisson. Une nuit, alors que les envahisseurs sont endormis, elle donne les couteaux aux hommes emprisonnés. Ils surprennent les troupes laotiennes, qui s'enfuient, et les prisonniers s'échappent.

« Dans une ruée soudaine, des coups de couteau rapides

Les hommes en tête et les femmes en réserve

Les hommes qui chargent et les femmes qui poussent en avant
 Ensemble, ils s'affrontent, ils s'enfuient

Les femmes au cœur robuste 

Sans lances, ils utilisent des haches

Sans épées, ils utilisent des bâtons et des gourdins grands et longs

Ils frappent et fouettent, anéantissant les soldats laotiens

Une ruée dans la jungle frontalière. »

— Phraya Upakitsin, Verset en l'honneur du peuple de Nakhonratchasima
Le roi thaïlandais Rama III envoie rapidement une armée à leur poursuite, dirigée par le général Chaophraya Bodindecha (en) (Sing Singhaseni (สิงห์ สิงหเสนี)). Il vainc les forces d'Anuvoung en trois jours de combat et détruit complètement la capitale d'Anuvoung, Vientiane.
Le roi Rama III attribue le titre de Thao Suranari (ou Lady Suranari - "la dame courageuse") à Mo en reconnaissance de ses actes courageux.
Lorsque Thao Suranaree décède son époux survivant, Chao Phraya Mahisarathibodee, fait incinérer la dépouille et la place dans un chedi qu'il construit à Wat Sala Loi.

## Hommage

### Statue de Thao Suranari

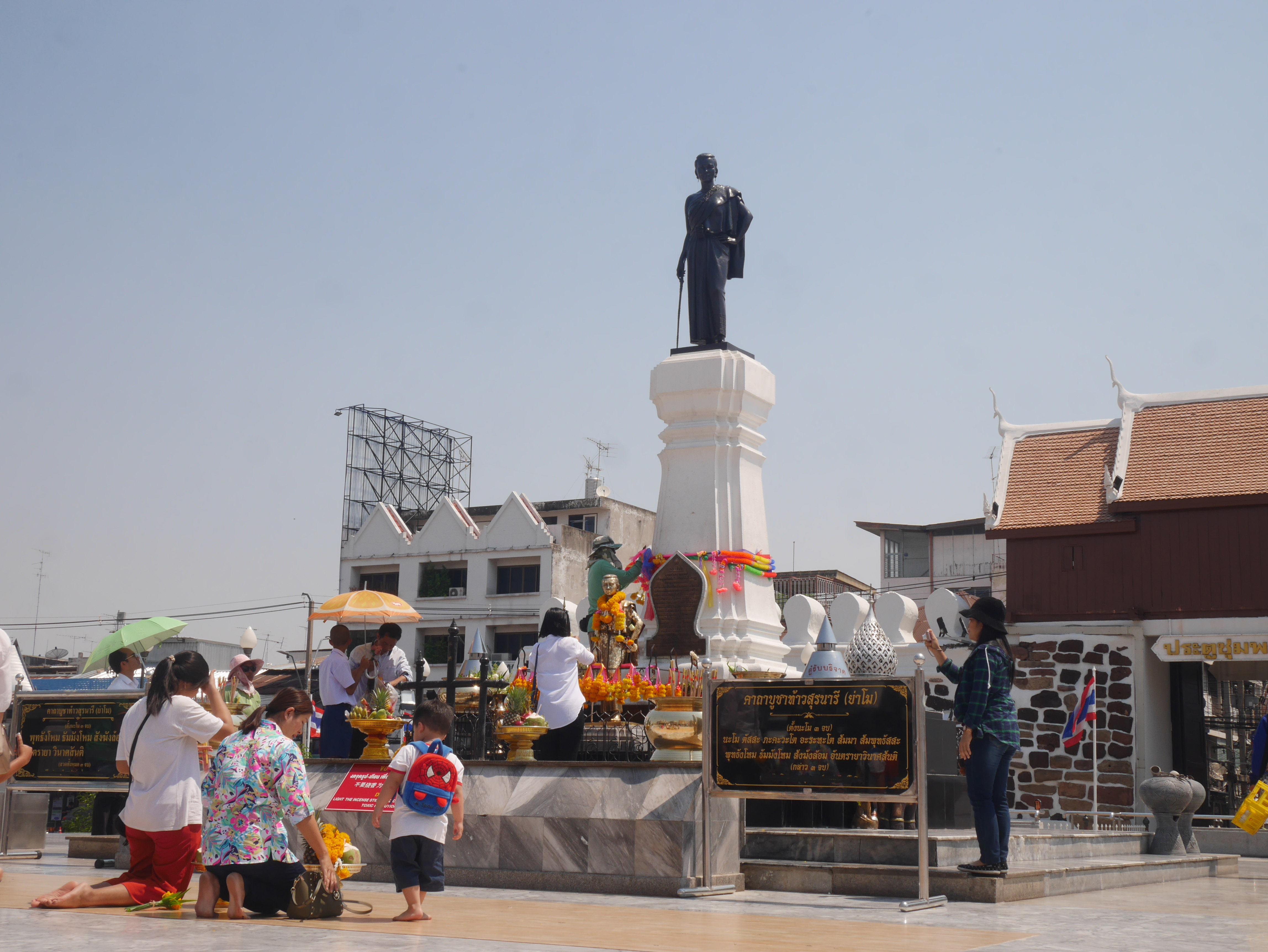
Dévotion devant la statue de Thao Suranari à Nakhon Ratchasima.

Une statue de Thao Suranari se dresse au centre de Nakhon Ratchasima et constitue un objet de dévotion populaire. Sa bravoure fait la fierté des habitants de Nakhon Ratchasima. Cette fierté en fait une héroïne et les habitants entretiennent avec elle un lien très proche qui protège et surveille. Lorsqu'ils passent devant le monument de Thao Suranaree, ils font un signe de la main pour demander une bénédiction. Un festival de dix jours en l'honneur de Thao Suranari est organisé chaque année à la fin du mois de mars et au début du mois d'avril.

### Critiques

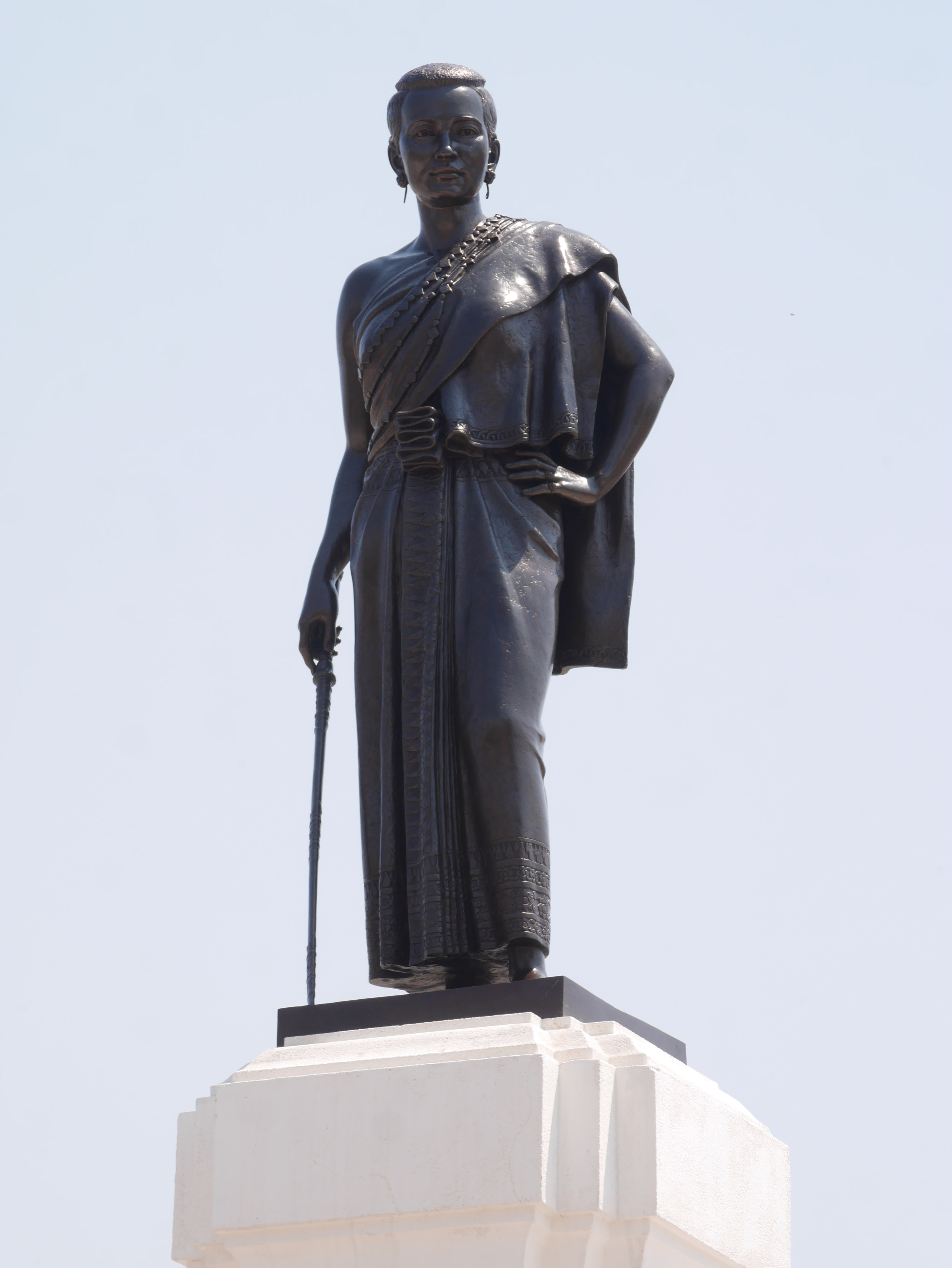
Thao Suranari par Silpa Bhirasri.

Les historiens laotiens doutent depuis longtemps de la véracité historique de la représentation du rôle de Thao Suranari diffusée en Thaïlande. Les idéologues nationalistes, sous la direction du maréchal Plaek Phibunsongkhram, dans les années 1930 la font passer d'une simple héroïne locale à une figure nationale culte. Les exigences politiques après l'arrivée au pouvoir du "Parti du peuple" et l'écrasement de la rébellion royaliste de Boworadet (en) en octobre 1934 façonnent la représentation historique du rôle de Thao Suranari dans la répression de la révolte laotienne de Anouvong en 1826,.
La statue est conçue par Phra Thewaphinimmit (พระเทวาภินิมมิต) (1888-1942) et le sculpteur Silpa Bhirasri, lié au régime, est chargé de la créer. La statue de Thao Suranari se trouve devant la porte de Chumphon de l'enceinte de la ville depuis le 15 janvier 1934. Elle mesure 1,85 m de haut sans le socle.
En 2001, le cinéaste thaïlandais Pisan Akaraseni prévoit de réaliser un drame historique sur l'histoire des Thao Suranari. Cela a suscité d'importantes protestations du côté laotien qui affirme que l'histoire n'a été inventée qu'à des fins politiques. Le projet a finalement été annulé.